# Monokli jégkráter
A monokli jégkráter a becsapódási kráterek, azon belül a penepalimpszesztek egyik típusa.
Az Europa holdon kisimult domborzatú, de sáncát alacsony gerincekként még őrző becsapódásos szerkezetek a makulák és fakulák. A Tyre-makula – egy nagyobb becsapódás nyoma – is (pene) palimpszeszt, amelyet több, maximum 100 km átmérőjű sötét színű gyűrű (koncentrikus törésrendszer) határol. Ezek tehát a többgyűrűs kráterek sajátos, üvegtöréshez hasonló megjelenésű típusai, melyek képződéséhez valószínűleg vékony vízjégkéregre van szükség. A Marson a jeget tartalmazó regolitban a domborzat idővel szintén relaxálódhat. Itt a pólusközeli permafroszt területek jégtartalma teszi lehetővé a relaxálódást. Ezekre azonban a palimpszeszt kifejezést nem alkalmazzuk.